# EMOTIONAL MARKET
『EMOTIONAL MARKET』(エモーショナル マーケット)は、1991年9月21日に発売されたDe-LAXのアルバム。通算4枚目のオリジナルアルバムである。発売元はフォーライフ・レコード。

## 概要
- De-LAXのアルバム作品としては前作『BOOTLEG!!』から3か月ぶり、オリジナルアルバムとしては、3rdアルバム『KINGDOM』から約1年ぶりのリリースとなった。
- 5thシングル「VOICE OF LOVE」から表題曲「VOICE OF LOVE」と、他14曲が収録されている。なお、「VOICE OF LOVE」を含め、アルバム収録曲の中で、フェードアウトして終わる楽曲が最多の7曲となっている。
- ジャケットには、『Emotional Market』という表記がなされている。
- ベストアルバム『THE STORY OF De+LAX 1988-1992 5Years×5Lives』に収録された楽曲数が最も多いオリジナルアルバムである[1]。

## ツアー
- このアルバムを発売する前に、コンサートツアー『De-LAX "CLUB KINGDOM"』内の「De-LAX CHANGE COSTUME at 3×3 GIGS 3DAYS」で、このアルバムの発売に先駆けて、場所や日付はそれぞれ異なるものの、「ONE PLUS ONE」以外の全楽曲が初めて演奏された。
- その後、このアルバムをひっさげ、アルバムツアー『De-LAX TOUR '91 "EMOTIONAL MARKET"』を行った。また、このアルバムツアーの移動の合間に、シークレットライブツアー『De-LAX TOUR '91 "EMOTIONAL MARKET GUERRILLA LIVE"』を行った。なお、この頃のライブは映像化されなかったが、ビデオ『THE STORY OF De+LAX 1988-1992 5Years×5Lives』に、この頃のライブの映像が、1曲のみではあるものの収録された。

## 収録曲
- 全曲 編曲:De-LAX

| #         | タイトル                                | 作詞              | 作曲               | 時間  |
| --------- | --------------------------------------- | ----------------- | ------------------ | ----- |
| 1.        | 「CELEBRATION -祝祭-」                  | 宙也              | 鈴木正美           | 3:11  |
| 2.        | 「PSYCHO PARTY」                        | 宙也              | 鈴木正美           | 3:59  |
| 3.        | 「スピードの天使 (CIRCUIT IN BRA '91)」 | 宙也              | 鈴木正美           | 3:19  |
| 4.        | 「伝説野郎」                            | 宙也              | 榊原秀樹           | 4:20  |
| 5.        | 「雨のリバプール」                      | 宙也              | 榊原秀樹           | 4:47  |
| 6.        | 「GAMBLER」                             | 宙也              | 鈴木正美           | 4:29  |
| 7.        | 「HEY BOY!!」                           | THE SPANISH BOMBS | THE SPANISH BOMBS  | 3:48  |
| 8.        | 「MAGICAL MYSTERY BEAT」                | 鈴木正美          | 鈴木正美           | 4:17  |
| 9.        | 「VOICE OF LOVE」                       | 宙也              | 鈴木正美           | 4:28  |
| 10.       | 「哀しきLOVER」                         | 宙也              | 榊原秀樹           | 3:46  |
| 11.       | 「ONE PLUS ONE」                        | 宙也              | 鈴木正美           | 4:25  |
| 12.       | 「太陽のメッセージ」                    | 宙也              | 京極輝男           | 5:02  |
| 13.       | 「FLOWER SISTER」                       | 宙也              | 鈴木正美           | 5:04  |
| 14.       | 「ROCK & FREEDOM」                      | 宙也・鈴木正美    | 京極輝男・鈴木正美 | 4:39  |
| 15.       | 「ETERNITY」                            | 宙也              | 鈴木正美           | 2:51  |
| 合計時間: | 合計時間:                               | 合計時間:         | 合計時間:          | 59:25 |

## 曲解説
- 全曲 編曲:De-LAX

1. CELEBRATION -祝祭- (3:11)
  - 作詞:宙也、作曲:鈴木正美

De-LAXの楽曲の中では、フェードアウトする曲であり、アウトロが次曲へとつながっている。
コンサートツアー『De-LAX "CLUB KINGDOM"』内の「De-LAX CHANGE COSTUME at 3×3 GIGS 3DAYS」の7月20日の後楽園ホール公演のライブにて、本楽曲が初めて演奏された。
2. PSYCHO PARTY (3:59)
  - 作詞:宙也、作曲:鈴木正美

歌詞の順番で、ジョン・レノン、ジム・モリソン、ジャニス・ジョプリン、ジミ・ヘンドリクス、ブライアン・ジョーンズらの亡くなったミュージシャン達が登場してくる。
ライブでこの曲を演奏するとき、宙也がタンバリンを持って演奏する。
コンサートツアー『De-LAX "CLUB KINGDOM"』内の「De-LAX CHANGE COSTUME at 3×3 GIGS 3DAYS」の7月20日の後楽園ホール公演のライブにて、本楽曲が初めて演奏された。
後に、ライブアルバム『HELLO AGAIN』にて、この曲のライブバージョンが、ベストアルバム『THE STORY OF De+LAX 1988-1992 5Years×5Lives』には、ミックス違い(イントロが前曲と被らない)で収録された。
ライブビデオ『"RESURRECTION & EXISTENCE"』にて、本楽曲が映像化された。ビデオ『THE STORY OF De+LAX 1988-1992 5Years×5Lives』には、先述のコンサートツアー『De-LAX "CLUB KINGDOM"』内の「De-LAX CHANGE COSTUME at 3×3 GIGS」の8月の川崎クラブチッタ公演のライブの映像が収録されている。なお、このビデオ内の1991年の枠にある唯一の楽曲でもある[2]。また、7thアルバム『ART+BEAT』のDVDにも、本楽曲のライブ映像が収録されている。
3. スピードの天使 (CIRCUIT IN BRA '91) (3:19)
  - 作詞:宙也、作曲:鈴木正美

歌詞は、1991年のF1世界選手権ブラジルグランプリでアイルトン・セナが初めて母国での大会で優勝を果たした光景を描いている。
コンサートツアー『De-LAX "CLUB KINGDOM"』内の「De-LAX CHANGE COSTUME at 3×3 GIGS 3DAYS」の7月20日の後楽園ホール公演のライブにて、本楽曲が初めて演奏された。
ビデオ『THE STORY OF De+LAX 1988-1992 5Years×5Lives』には、アルバムツアー『De-LAX TOUR '92 "OUR FAVOURITE ROADS』の12月25日の渋谷公会堂公演のライブの映像が収録されている。なお、アルバムの表記と異なり、サブタイトルである(CIRCUIT IN BRA '91)が消されている。
4. 伝説野郎 (4:20)
  - 作詞:宙也、作曲:榊原秀樹

De-LAXの楽曲の中では、フェードアウトする曲である。
コンサートツアー『De-LAX "CLUB KINGDOM"』内の「De-LAX CHANGE COSTUME at 3×3 GIGS 3DAYS」の7月21日の後楽園ホール公演のライブにて、本楽曲が初めて演奏された。
5. 雨のリバプール (4:47)
  - 作詞:宙也、作曲:榊原秀樹

前曲と同様に、De-LAXの楽曲の中では、フェードアウトする曲である。
ジョージ・ハリソンにささげた歌。
コンサートツアー『De-LAX "CLUB KINGDOM"』内の「De-LAX CHANGE COSTUME at 3×3 GIGS 3DAYS」の7月22日の後楽園ホール公演のライブにて、本楽曲が初めて演奏された。
ライブビデオ『"RESURRECTION & EXISTENCE"』にて、本楽曲が映像化された。
6. GAMBLER (4:29)
  - 作詞:宙也、作曲:鈴木正美

前曲と同様に、De-LAXの楽曲の中では、フェードアウトする曲である。
コンサートツアー『De-LAX "CLUB KINGDOM"』内の「De-LAX CHANGE COSTUME at 3×3 GIGS 3DAYS」の8月19日の川崎クラブチッタ公演のライブにて、本楽曲が初めて演奏された。なお、このアルバムの曲の中で、最も遅くに演奏された楽曲である。
後に、ライブアルバム『HELLO AGAIN』にてこの曲のライブバージョンが収録された[3]。
7. HEY BOY!! (3:48)
  - 作詞・作曲:THE SPANISH BOMBS

この曲では珍しく、THE SPANISH BOMBSが作詞作曲を手掛けており、THE SPANISH BOMBSが作詞作曲を手掛けた曲は本楽曲のみで、榊原秀樹がこの歌を歌っている。
コンサートツアー『De-LAX "CLUB KINGDOM"』内の「De-LAX CHANGE COSTUME at 3×3 GIGS 3DAYS」の6月20日の新宿LOFT公演のライブにて、本楽曲が初めて演奏された。なお、このアルバムの曲の中で、最も早くに演奏された楽曲である。
後に、ベストアルバム『"20th Anniversary Premium Collection"』のDVDにて、本楽曲が映像化された[4]。
8. MAGICAL MYSTERY BEAT (4:17)
  - 作詞・作曲:鈴木正美

この曲では珍しく、鈴木正美が作詞作曲を手掛けており、鈴木正美が作詞作曲を手掛けた曲は本楽曲のみで、鈴木正美がこの歌を歌っている。
De-LAXの楽曲の中では、フェードアウトする曲である。
コンサートツアー『De-LAX "CLUB KINGDOM"』内の「De-LAX CHANGE COSTUME at 3×3 GIGS 3DAYS」の6月22日の新宿LOFT公演のライブにて、本楽曲が初めて演奏された。
9. VOICE OF LOVE (4:28)
  - 作詞:宙也、作曲:鈴木正美

5thシングルの表題曲。アウトロのギャップ(無音状態)が追加されたため、実質、表記のないアルバムバージョンでの収録である。
10. 哀しきLOVER (3:46)
  - 作詞:宙也、作曲:榊原秀樹

De-LAXの楽曲の中では、フェードアウトする曲である。
コンサートツアー『De-LAX "CLUB KINGDOM"』内の「De-LAX CHANGE COSTUME at 3×3 GIGS 3DAYS」の7月21日の後楽園ホール公演のライブにて、本楽曲が初めて演奏された。
11. ONE PLUS ONE (4:25)
  - 作詞:宙也、作曲:鈴木正美

正式な表記は、「♂NE PLUS ♀NE」であり、1986年頃のCHU-YA&De-LAX時代に既にライブで演奏されていた楽曲。長らく音源化されなかったのだが、本作で初めて音源化された。
コンサートツアー『De-LAX "CLUB KINGDOM"』内の「De-LAX CHANGE COSTUME at 3×3 GIGS 3DAYS」のうち、6月22日の新宿LOFT公演のライブでは、アコースティックバージョンで演奏された。
ライブビデオ『"RESURRECTION & EXISTENCE"』にて、本楽曲が映像化された。
12. 太陽のメッセージ (5:02)
  - 作詞:宙也、作曲:京極輝男

コンサートツアー『De-LAX "CLUB KINGDOM"』内の「De-LAX CHANGE COSTUME at 3×3 GIGS 3DAYS」の7月22日の後楽園ホール公演のライブにて、本楽曲が初めて演奏された。
13. FLOWER SISTER (5:04)
  - 作詞:宙也、作曲:鈴木正美

本作に収録されている楽曲の中で、一番演奏時間が長い楽曲となっている。
コンサートツアー『De-LAX "CLUB KINGDOM"』内の「De-LAX CHANGE COSTUME at 3×3 GIGS 3DAYS」の7月20日の後楽園ホール公演のライブにて、本楽曲が初めて演奏された。
14. ROCK & FREEDOM (4:39)
  - 作詞:宙也・鈴木正美、作曲:京極輝男・鈴木正美

この曲では珍しく、鈴木正美が作詞と作曲を両方担当している。
コンサートツアー『De-LAX "CLUB KINGDOM"』内の「De-LAX CHANGE COSTUME at 3×3 GIGS 3DAYS」の7月20日の後楽園ホール公演のライブにて、本楽曲が初めて演奏された。
ビデオ『THE STORY OF De+LAX 1988-1992 5Years×5Lives』には、アルバムツアー『De-LAX TOUR '92 "OUR FAVOURITE ROADS』の9月21日の渋谷公会堂公演のライブの映像が収録されている。
15. ETERNITY (2:51)
  - 作詞:宙也、作曲:鈴木正美

本作に収録されている楽曲の中で、一番演奏時間が短い楽曲となっている。
コンサートツアー『De-LAX "CLUB KINGDOM"』内の「De-LAX CHANGE COSTUME at 3×3 GIGS 3DAYS」のうち、6月22日の新宿LOFT公演のライブでは、アコースティックバージョンで演奏された。なお、スタジオ音源版は、同じく「De-LAX CHANGE COSTUME at 3×3 GIGS 3DAYS」のうち、7月20日の後楽園ホール公演のライブにて、初めて演奏された。

## 収録ベストアルバム
- THE STORY OF De+LAX 1988-1992 5Years×5Lives (Disc 1,#2、#5、#7、#11、#14 Disc 2 #8、#9)
- Best of De+LAX (#5)
- "20th Anniversary Premium Collection" (#9、#14)

## 収録映像作品
PV収録
- "20th Anniversary Premium Collection" (#9)

ライブ映像収録
- THE STORY OF De+LAX 1988-1992 5Years×5Lives (#2、#3、#6、#9、#14)
- "RESURRECTION & EXISTENCE" (#2、#5、#11)
- ART+BEAT (#2)
- "20th Anniversary Premium Collection" (#6,シークレットトラックとして収録)